# Lądowisko Pułtusk-Agra
Lądowisko Pułtusk-Agra – lądowisko śmigłowcowe w Pułtusku, w województwie mazowieckim, położone przy ul. Warszawskiej. Przeznaczone jest do wykonywania startów i lądowań śmigłowców zarówno w dzień jak i w nocy, o dopuszczalnej masie startowej do 5700 kg.
Zarządzającym lądowiskiem jest firma Kazeina Polska Sp. z o.o. Oddane do użytku zostało w roku 2013 i jest wpisane do ewidencji lądowisk Urzędu Lotnictwa Cywilnego pod numerem 195